# Sajeev John
Pour les articles homonymes, voir John.
Sajeev John, né en 1957, est un physicien canadien.
Il est particulièrement connu pour être, en 1987, le co-inventeur avec Eli Yablonovitch du concept de cristal photonique.